# Samarytanka (postać biblijna)

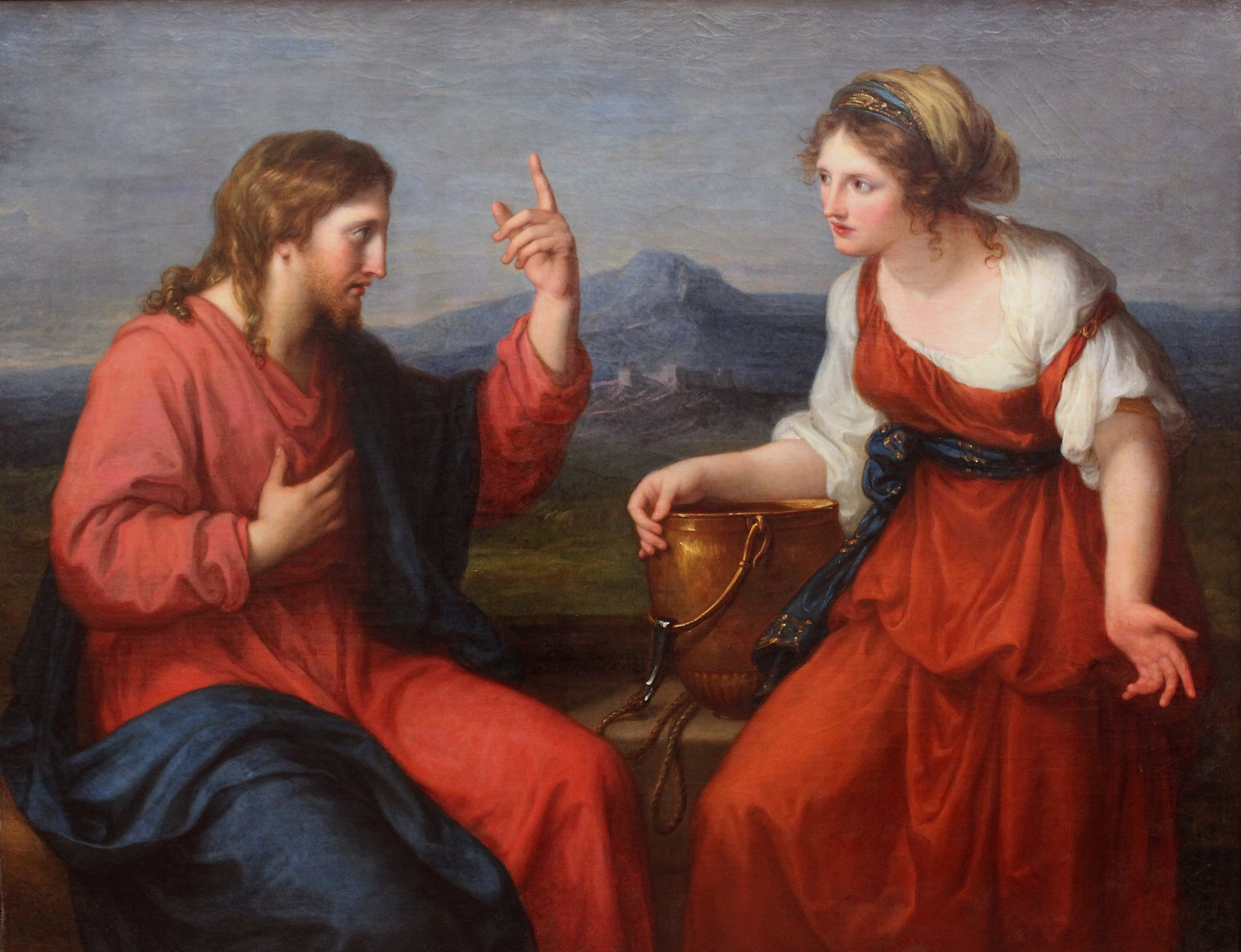
Obrazu ukazujące rozmowę Jezusa z Samarytanką autorstwa Angeliki Kauffmann

Samarytanka – postać biblijna pojawiająca się w Ewangelii św. Jana (4:4–42). Ewangelia opisuje jej rozmowę z Jezusem przy Studni Jakuba w pobliżu miasta Sychar. 
Ewangelia nie podaje jej imienia. Zaznacza tylko, że jest Samarytanką. W tradycji Kościoła prawosławnego kobieta ta nosi jednak imię Fotyna. . Kościół prawosławny utożsamia ją ze św. Fotyną, męczennicą wczesnochrześcijańską o tym imieniu, zamordowaną za wiarę w 66 roku.

## Tekst ewangelii[3]
[Jezus] opuścił Judeę i odszedł znów do Galilei.
Trzeba Mu było przejść przez Samarię.
Przybył więc do miasteczka samarytańskiego, zwanego Sychar, w pobliżu pola, które [niegdyś] dał Jakub synowi swemu, Józefowi
Było tam źródło Jakuba. Jezus zmęczony drogą siedział sobie przy studni. Było to około szóstej godziny
Nadeszła [tam] kobieta z Samarii, aby zaczerpnąć wody. Jezus rzekł do niej: «Daj Mi pić!»
Jego uczniowie bowiem udali się przedtem do miasta dla zakupienia żywności.
Na to rzekła do Niego Samarytanka: «Jakżeż Ty będąc Żydem, prosisz mnie, Samarytankę, bym Ci dała się napić?» Żydzi bowiem z Samarytanami unikają się nawzajem.
Jezus odpowiedział jej na to: «O, gdybyś znała dar Boży i [wiedziała], kim jest Ten, kto ci mówi: "Daj Mi się napić" - prosiłabyś Go wówczas, a dałby ci wody żywej»
Powiedziała do Niego kobieta: «Panie, nie masz czerpaka, a studnia jest głęboka. Skądże więc weźmiesz wody żywej?
Czy Ty jesteś większy od ojca naszego Jakuba, który dał nam tę studnię, z której pił i on sam, i jego synowie i jego bydło?»
W odpowiedzi na to rzekł do niej Jezus: «Każdy, kto pije tę wodę, znów będzie pragnął.
Kto zaś będzie pił wodę, którą Ja mu dam, nie będzie pragnął na wieki, lecz woda, którą Ja mu dam, stanie się w nim źródłem wody wytryskającej ku życiu wiecznemu».
Rzekła do Niego kobieta: «Daj mi tej wody, abym już nie pragnęła i nie przychodziła tu czerpać».
A On jej odpowiedział: «Idź, zawołaj swego męża i wróć tutaj!»
A kobieta odrzekła Mu na to: «Nie mam męża». Rzekł do niej Jezus: «Dobrze powiedziałaś: Nie mam męża.
Miałaś bowiem pięciu mężów, a ten, którego masz teraz, nie jest twoim mężem. To powiedziałaś zgodnie z prawdą».
Rzekła do Niego kobieta: «Panie, widzę, że jesteś prorokiem.
Ojcowie nasi oddawali cześć Bogu na tej górze, a wy mówicie, że w Jerozolimie jest miejsce, gdzie należy czcić Boga».
Odpowiedział jej Jezus: «Wierz Mi, kobieto, że nadchodzi godzina, kiedy ani na tej górze, ani w Jerozolimie nie będziecie czcili Ojca.
Wy czcicie to, czego nie znacie, my czcimy to, co znamy, ponieważ zbawienie bierze początek od Żydów.
Nadchodzi jednak godzina, owszem już jest, kiedy to prawdziwi czciciele będą oddawać cześć Ojcu w Duchu i prawdzie, a takich to czcicieli chce mieć Ojciec.
Bóg jest duchem: potrzeba więc, by czciciele Jego oddawali Mu cześć w Duchu i prawdzie».
Rzekła do Niego kobieta: «Wiem, że przyjdzie Mesjasz, zwany Chrystusem. A kiedy On przyjdzie, objawi nam wszystko».
Powiedział do niej Jezus: «Jestem nim Ja, który z tobą mówię».